# Селия Ловски
Селия Ловски (англ. Celia Lovsky, настоящее имя Цецилия Львовски (Cäcilie Lvovsky); 21 февраля 1897, Вена — 12 октября 1979, Лос-Анджелес) — австро-американская актриса.

## Биография
Цецилия — дочь известного чешского композитора Братислава Львовского. Изучала театральное искусство в Королевской академии музыки и искусства, посещала уроки вокала, хореографии и актёрского мастерства. Актёрская карьера Цецилии началась в 1916 году в придворном оперном театре. В 1922 году получила постоянный контракт на Новой Венской сцене. Позднее служила во Франкфуртском драматическом театре и работала на берлинских подмостках. Цецилия переехала в Берлин, где познакомилась со своим будущим мужем Петером Лорре. Вместе они побывали в Париже и Лондоне. В 1933 году супруги покинули Германию, выехав через Австрию и Великобританию в США. За океаном Цецилия слегка изменила имя и продолжила работу в кинематографе. В 1945 году Селия Ловски и Петер Лорре развелись. В последние годы Ловски работала на телевидении.

## Избранная фильмография
| Год       |   | Русское название                   | Оригинальное название            | Роль                   |
| --------- | - | ---------------------------------- | -------------------------------- | ---------------------- |
| 1953      | ф | Синяя гардения                     | The Blue Gardenia                | Мэй                    |
| 1954      | ф | Рапсодия                           | Rhapsody                         | фрау Зигерлист         |
| 1958      | ф | Вынужденная посадка                | Crash Landing                    | миссис Ортега          |
| 1959—1963 | с | Альфред Хичкок представляет        | Alfred Hitchcock Presents        | разные персонажи       |
| 1960      | с | Бонанза                            | Bonanza                          | донна Тереза Эсперанса |
| 1964      | с | Сумеречная зона                    | The Twilight Zone                | Виола Дрейпер          |
| 1967      | ф | Резня в день Святого Валентина     | The St. Valentine’s Day Massacre | Джозефин Швиммер       |
| 1967      | с | Звёздный путь: Оригинальный сериал | Star Trek: The Original Series   | Т’Пау                  |
| 1970      | ф | Аэропорт                           | Airport                          | миссис Уильямс         |
| 1973      | ф | Зелёный сойлент                    | Soylent Green                    | глава биржи            |
| 1974      | с | Улицы Сан-Франциско                | The Streets of San Francisco     | Надия Баска            |